# Jennifer Lynch
Jennifer Chambers Lynch (* 7. April 1968 in Philadelphia) ist eine US-amerikanische Regisseurin und Drehbuchautorin.

## Leben und Werk
Die Tochter von David Lynch trat als Kind unter Regie ihres Vaters im Horrorfilm Eraserhead (1977) auf. Sie half bei der Produktion des Thrillers Blue Velvet (1986) mit Isabella Rossellini, Kyle MacLachlan, Dennis Hopper und Laura Dern, welcher ebenfalls unter der Regie von David Lynch gedreht wurde. 1990 schrieb sie als Begleitbuch zu David Lynchs Fernsehserie Twin Peaks den Roman The Secret Diary of Laura Palmer. Beim Thriller Boxing Helena (1993) übernahm sie selbst die Regie und schrieb das Drehbuch. Als Regisseurin dieses Films wurde sie im Jahr 1993 für den Großen Jurypreis des Sundance Film Festivals nominiert und erhielt 1994 den Negativpreis die Goldene Himbeere. Ihr Thriller Unter Kontrolle, bei dem sie erneut als Regisseurin und Drehbuchautorin mitwirkte, wurde am 8. Februar 2008 auf dem European Film Market uraufgeführt. Penny Vozniak drehte 2012 die Doku Despite the Gods unter dem Motto „Jennifer Lynch’s Bollywood Odyssey“ und beleuchtete die Werke von Lynch. 2012 drehte Jennifer Lynch den Serienmörder-Thriller Chained mit Julia Ormond und Vincent D’Onofrio in den Hauptrollen.

## Filmografie (Auswahl)

### Als Regisseurin
- 1993: Boxing Helena
- 2008: Unter Kontrolle (Surveillance)
- 2010: Hisss
- 2012: Chained
- 2012–2013: Psych (Fernsehserie, 3 Folgen)
- 2013: Warehouse 13 (Fernsehserie, Folge 4x15)
- 2015:  The Walking Dead (Fernsehserie, Folgen 5x14 und 6x02)
- 2016: Wayward Pines (Fernsehserie, 1 Folge)
- 2016: American Horror Story (Fernsehserie, 1 Folge)
- 2016: The Last Ship (Fernsehserie, 1 Folge)
- 2016: Once Upon a Time – Es war einmal … ( 	Once Upon a Time , Fernsehserie, 1 Folge)
- 2017: Elementary (Fernsehserie, 1 Folge)
- 2018: Marvel’s Daredevil (Fernsehserie, Folge 3x8)
- 2020: 9-1-1: Lone Star (Fernsehserie, eine Folge)
- 2020: Ratched (Fernsehserie, eine Folge)
- 2022: Dahmer – Monster: Die Geschichte von Jeffrey Dahmer (Dahmer – Monster: The Jeffrey Dahmer Story, Fernsehserie, 4 Folgen)
- 2022: The Watcher (Fernsehserie, zwei Folgen)

### Als Drehbuchautorin
- 1993: Boxing Helena
- 2008: Unter Kontrolle (Surveillance)
- 2010: Hisss
- 2012: Chained

## Bücher
- 1990: Das geheime Tagebuch der Laura Palmer (The Secret Diary of Laura Palmer)